# شصت و هفتمین دوره جوایز اسکار

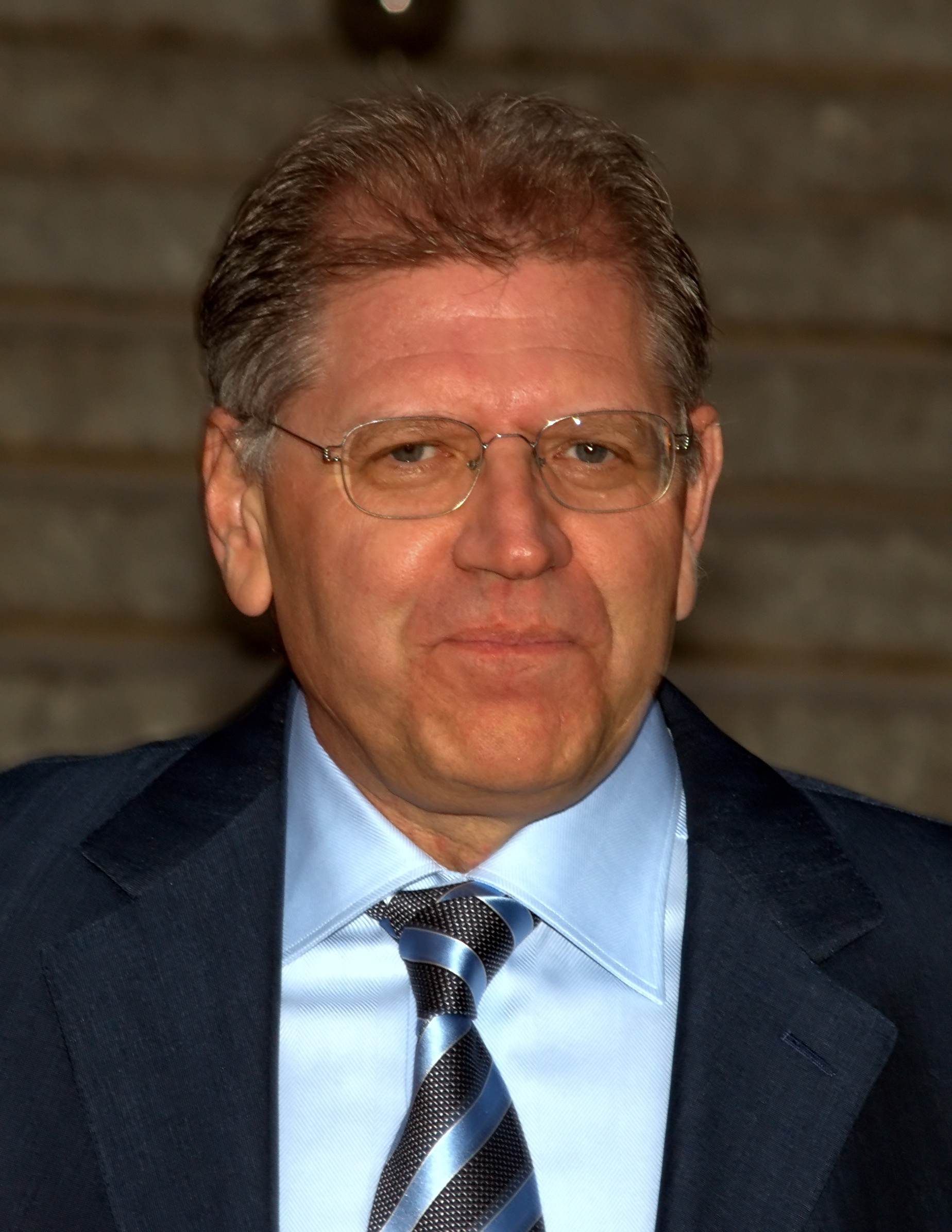

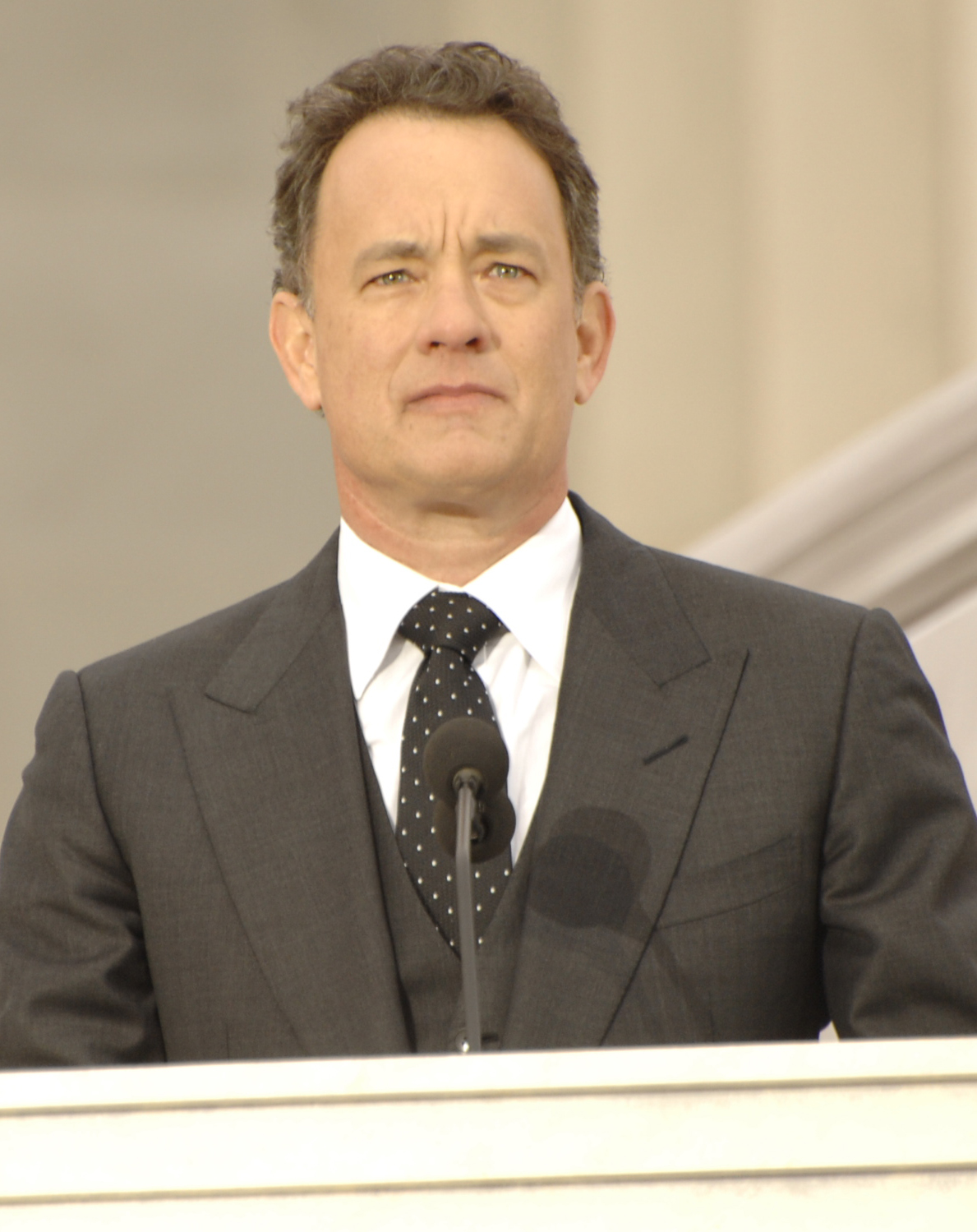

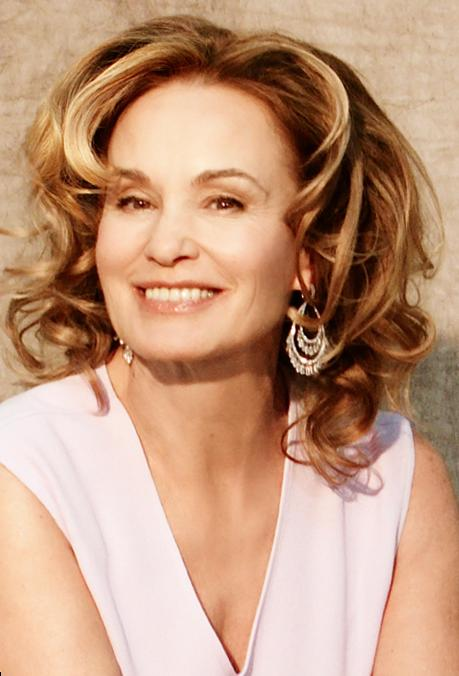

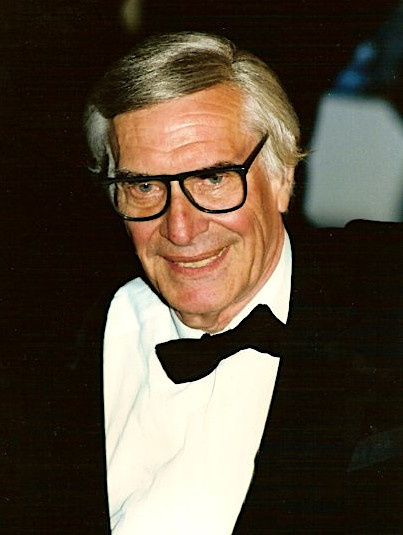

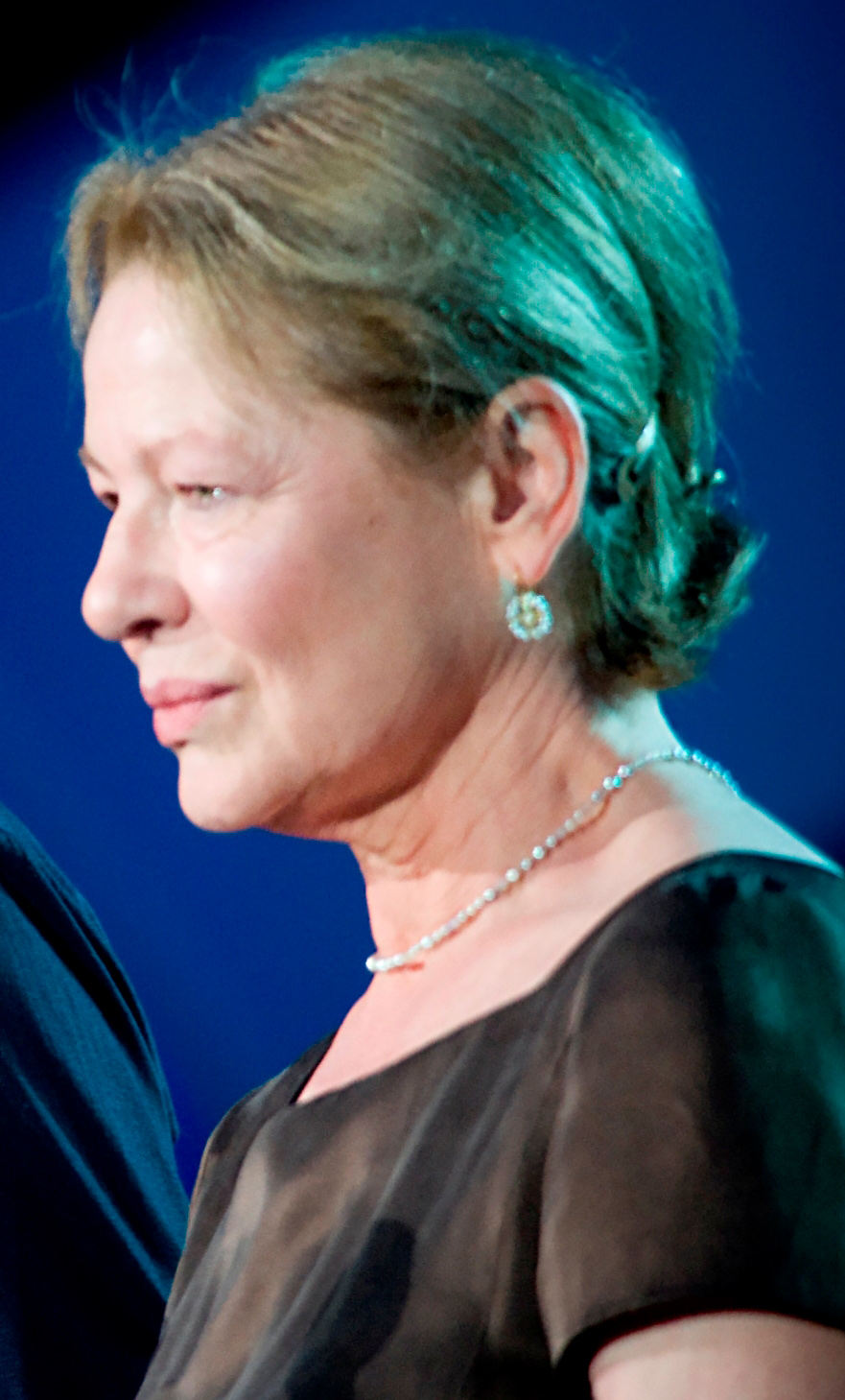

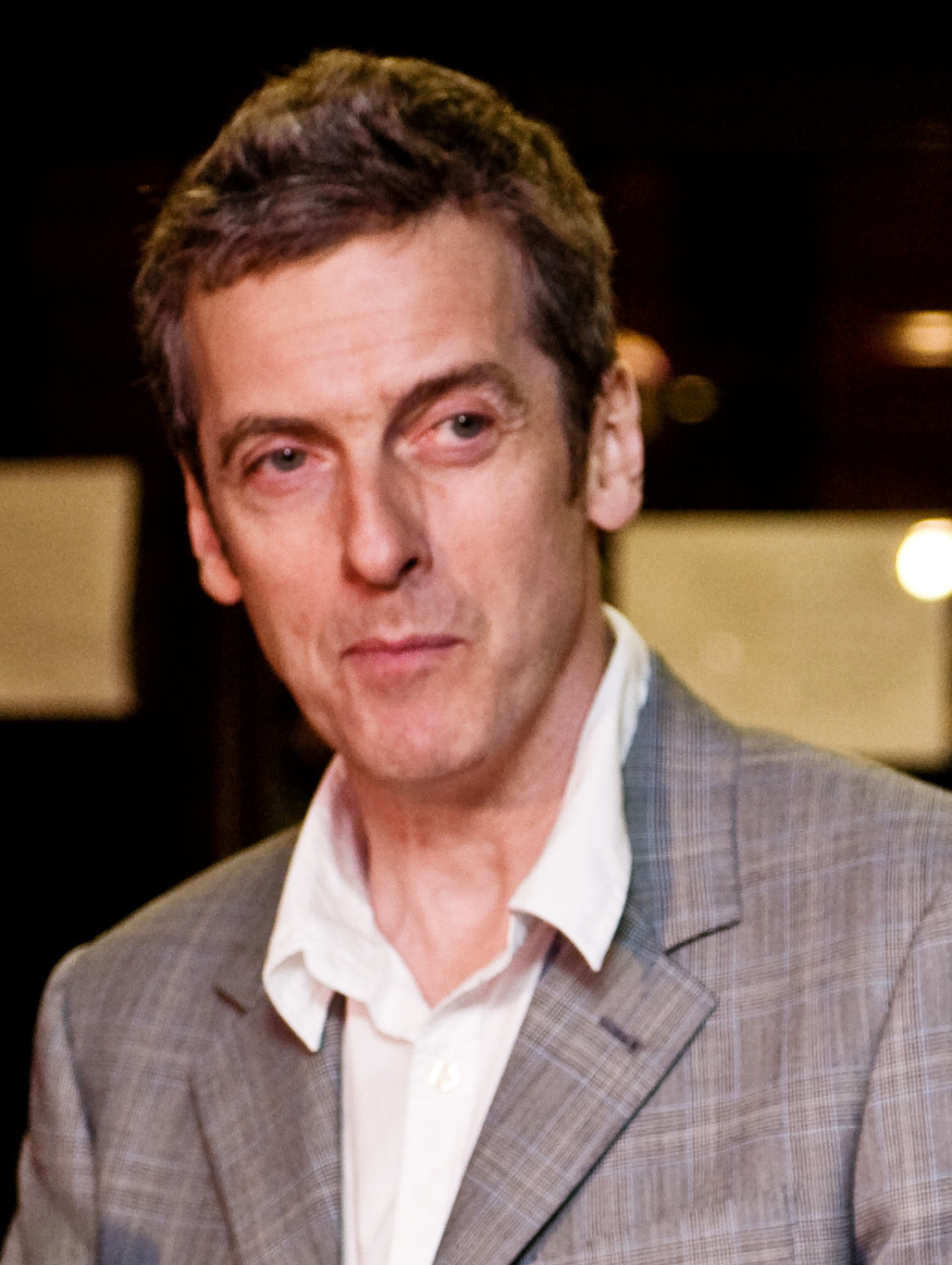

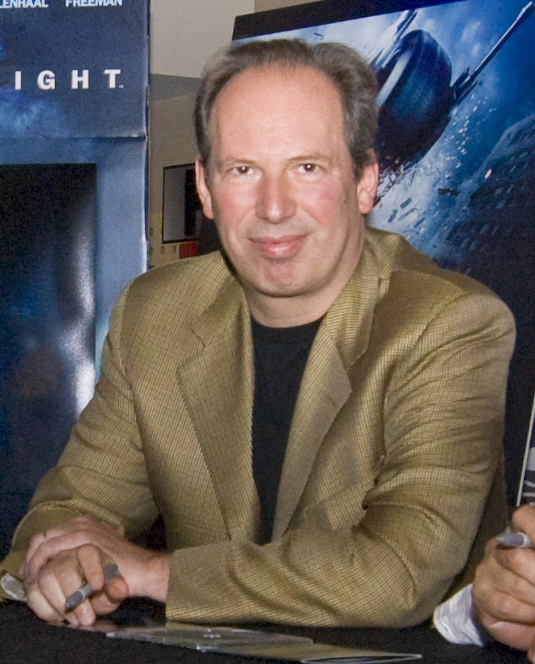

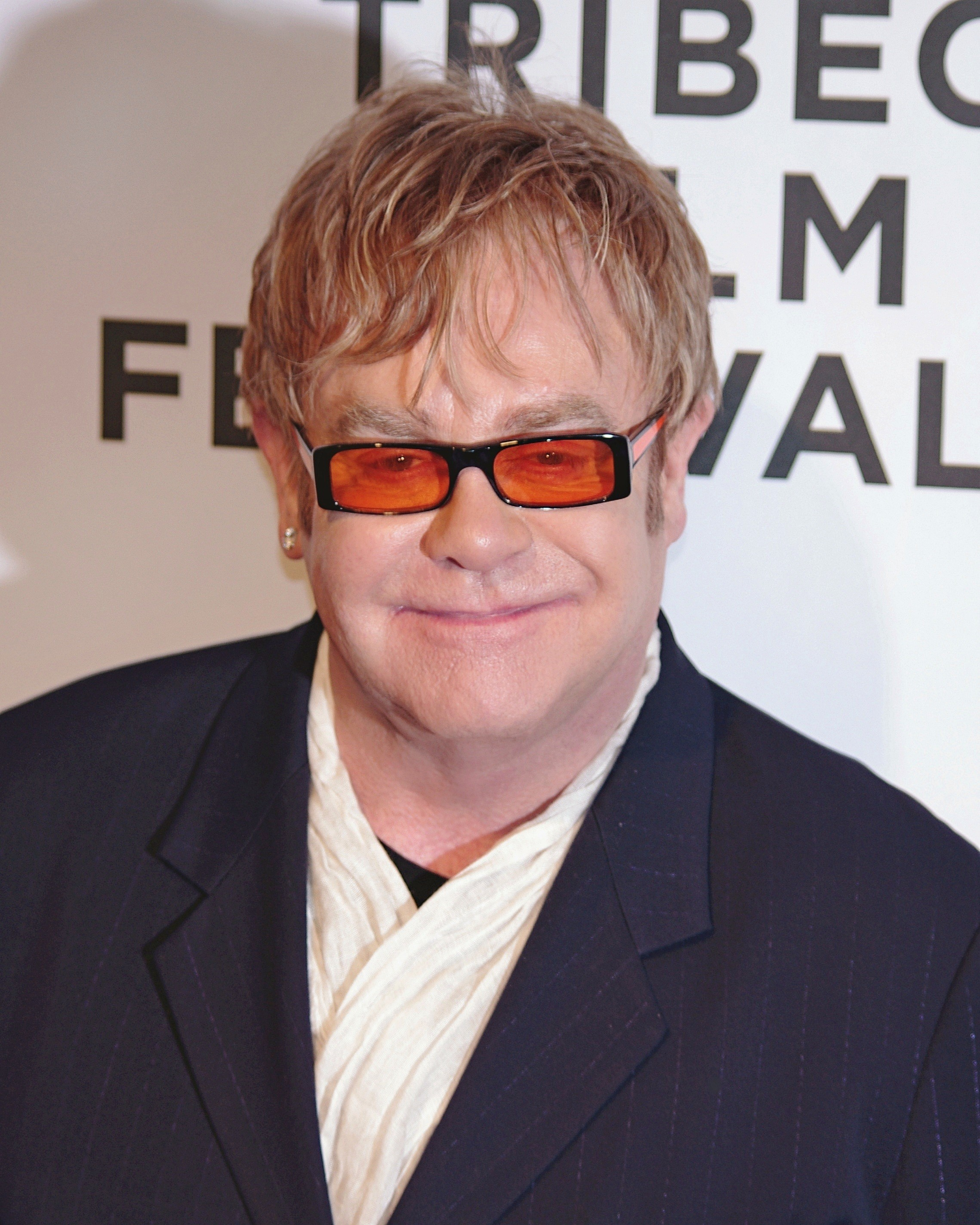

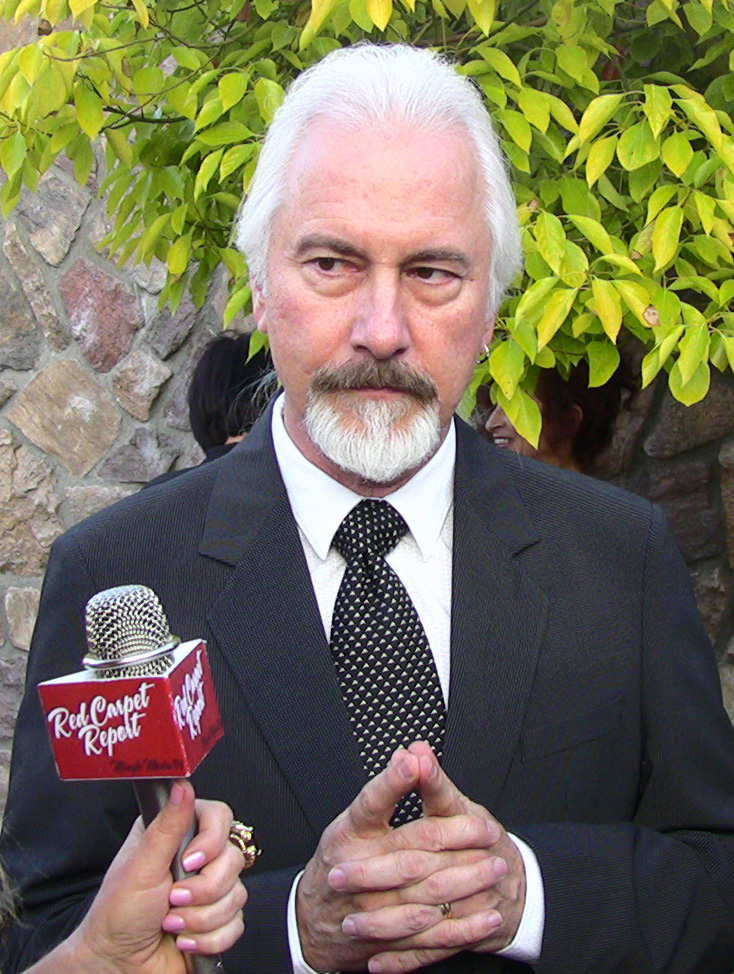

شصت و هفتمین دوره مراسم اعطای جوایز اسکار در تاریخ ۲۷ مارس ۱۹۹۵ در شراین ادیتوریوم لوس آنجلس برگزار شد. در این مراسم بهترین فیلم‌های سال ۱۹۹۴ جهان به انتخاب آکادمی علوم و هنرهای تصاویر متحرک جایزه گرفتند.
دیوید لترمن مجری این مراسم بود

## جوایز
| بهترین فیلم | بهترین کارگردانی |
| --- | --- |
| - فارست گامپ – Wendy Finerman, Steve Tisch, Steve Starkey - داستان عامه‌پسند – لورنس بندر - رستگاری در شاوشنک – نیکی ماروین - چهار عروسی و یک تشییع جنازه – دانکن کنوورتی - مسابقه تلویزیونی – رابرت ردفورد، Michael Jacobs, Julian Kranin, Michael Nozik | - رابرت زمکیس – فارست گامپ - وودی آلن – گلوله‌ها بر فراز برادوی - کریستف کیشلوفسکی – سه رنگ: قرمز - رابرت ردفورد – مسابقه تلویزیونی - کوئنتین تارانتینو – داستان عامه‌پسند |
| بهترین بازیگر نقش اول مرد | بهترین بازیگر نقش اول زن |
| - تام هنکس – فارست گامپ - مورگان فریمن – رستگاری در شاوشنک - نایجل هاثورن – دیوانگی شاه جورج - پل نیومن – هیشکی احمق نیست - جان تراولتا – داستان عامه‌پسند | - جسیکا لنگ – آسمان آبی - جودی فاستر – نل - میراندا ریچاردسون – تام و ویو - وینونا رایدر – زنان کوچک - سوزان ساراندون – موکل |
| بهترین بازیگر نقش مکمل مرد | بهترین بازیگر نقش مکمل زن |
| - مارتین لاندو – اد وود - ساموئل ال. جکسون – داستان عامه‌پسند - چاز پالمینتری – گلوله‌ها بر فراز برادوی - پل اسکوفیلد – مسابقه تلویزیونی - گری سینایس – فارست گامپ | - دایان ویست – گلوله‌ها بر فراز برادوی - اوما تورمن – داستان عامه‌پسند - رزماری هریس – تام و ویو - هلن میرن – جنون شاه جرج - جنیفر تیلی – گلوله‌ها بر فراز برادوی |
| فیلم‌نامه اوریژینال | فیلم‌نامه اقتباسی |
| - داستان عامه‌پسند – کوئنتین تارانتینو (داستان/فیلمنامه) و راجر آوری (داستان) - گلوله‌ها بر فراز برادوی – وودی آلن و داگلاس مک‌گراث - چهار عروسی و یک تشییع جنازه – ریچارد کورتیس - مخلوقات بهشتی – پیتر جکسون و فرن والش - سه رنگ: قرمز – کریستف کیشلوفسکی و کریستف پیسیویچ | - فارست گامپ – اریک روث from فارست گامپ by وینستون گروم - جنون شاه جرج – الن بنت from The Madness of George III by الن بنت - هیشکی احمق نیست – رابرت بنتون from Nobody's Fool by ریچارد روسو - مسابقه تلویزیونی – پل آتاناسیو from Remembering America: A Voice from the Sixties by Richard N. Goodwin - رستگاری در شاوشنک – فرانک دارابونت from "Rita Hayworth and Shawshank Redemption" by استیون کینگ                                   |
| بهترین فیلم غیر انگلیسی‌زبان | |
| - آفتاب‌سوخته (فیلم ۱۹۹۴) (Russia) in Russian – نیکیتا میخالکوف - Before the Rain (Macedonia) in مقدونی، آلبانیایی، و انگلیسی – میلچو مانچفسکی - بخور، بنوش، زن، مرد (Taiwan) in چینی ماندارین – انگ لی - فارینلی (فیلم) (Belgium) in فرانسوی و Italian – Gérard Corbiau - Strawberry and Chocolate (Cuba) in اسپانیایی – توماس گوتییرز آلئا و خوان کارلوس تابیو                                             | |
| بهترین مستند | بهترین مستند کوتاه |
| - مایا لین: چشم‌اندازی واضح و محکم – فریدا لی مک و Terry Sanders - Complaints of a Dutiful Daughter – Deborah Hoffmann - D-Day Remembered – Charles Guggenheim - Freedom on My Mind – Connie Field and Marilyn Mulford - A Great Day in Harlem – Jean Bach | - A Time for Justice – Charles Guggenheim - Blues Highway – Vince DiPersio]] و Bill Guttentag - 89mm od Europy – Marcel Lozinski - School of the Americas Assassins – Robert Richter - Straight from the Heart – Dee Mosbacher و فرانسیس رید |
| بهترین فیلم کوتاه زنده | بهترین انیمیشن کوتاه |
| - Franz Kafka's It's a Wonderful Life – پیتر کاپالدی و Ruth Kenley-Letts - Trevor – Peggy Rajski و Randy Stone - Kangaroo Court – شان آستین و شان آستین - On Hope – جوبت ویلیامز و Michele McGuire - Syrup – Paul Unwin و Nick Vivian | - Bob's Birthday – Alison Snowden و David Fine - The Big Story – Tim Watts و David Stoten - The Janitor – Vanessa Schwartz - The Monk and the Fish – مایکل دودوک دی ویت - Triangle – Erica Russell |
| بهترین موسیقی فیلم | بهترین ترانه |
| - شیرشاه – هانس زیمر - فارست گامپ – آلن سیلوستری - Interview with the Vampire – الیوت گولدنتال - زنان کوچک (فیلم ۱۹۹۴) – توماس نیومن - رستگاری در شاوشنک – توماس نیومن | - "Can You Feel the Love Tonight" از شیرشاه – موسیقی توسط التون جان; Lyrics by تیم رایس - "Look What Love Has Done" از جونیور – موسیقی و Lyric توسط کارول بیر سیجر، جیمز نیوتن هاوارد، جیمز اینگرام و پتی اسمیث - "Circle of Life" از شیرشاه – موسیقی توسط التون جان; Lyric by تیم رایس - "Hakuna Matata" از شیرشاه – موسیقی توسط التون جان; Lyric by تیم رایس - "Make Up Your Mind" از مقاله (فیلم ۱۹۹۴) – موسیقی و Lyric توسط رندی نیومن |
| بهترین تدوین صدا | بهترین میکس صدا |
| - سرعت – Stephen Hunter Flick - تهدید فوری و آشکار (فیلم) – Bruce Stambler و John Leveque - فارست گامپ – Gloria Borders و رندی تام | - سرعت – Gregg Landaker, Steve Maslow, باب بیمر و David MacMillan - تهدید فوری و آشکار (فیلم) – دونالد میچل (مهندس صدا), Michael Herbick, Frank A. Montaño و Art Rochester - افسانه‌های خزان – Paul Massey, David E. Campbell, Chris David و Douglas Ganton - فارست گامپ – رندی تام، Tom Johnson, Dennis S. Sands و William B. Kaplan - رستگاری در شاوشنک – Robert J. Litt, الیوت تایسون، Michael Herbick و Willie D. Burton                |
| بهترین طراحی صحنه | بهترین فیلمبرداری |
| - جنون شاه جرج – کارگردان هنری: کن آدام; Set Decoration: Carolyn Scott - گلوله‌ها بر فراز برادوی – کارگردان هنری: Santo Loquasto; Set Decoration: Susan Bode - فارست گامپ – کارگردان هنری: Rick Carter; Set Decoration: نانسی هی - مصاحبه با خون‌آشام (فیلم) – کارگردان هنری: دانته فرتی; Set Decoration: Francesca Lo Schiavo - افسانه‌های خزان – کارگردان هنری: Lilly Kilvert; Set Decoration: Dorree Cooper | - افسانه‌های خزان – جان تول - فارست گامپ – دن بورگس - رستگاری در شاوشنک – راجر دیکینس - سه‌رنگ: قرمز – Piotr Sobocinski - وایت ایرپ (فیلم) – اوون روزیمن |
| بهترین گریم و آرایش مو | بهترین طراحی لباس |
| - اد وود – Ve Neill, Rick Baker و Yolanda Toussieng - فرانکنشتاین – Daniel Parker, Paul Engelen و Carol Hemming - فارست گامپ – Daniel Striepeke, Hallie D'Amore و Judith A. Cory | - ماجراهای پریسیلا، ملکه صحرا – لیزی گاردنر و Tim Chappel - ماوریک – April Ferry - زنان کوچک – کالین اتوود - گلوله‌ها بر فراز برادوی – Jeffrey Kurland - ملکه مارگو – Moidele Bickel |
| بهترین تدوین فیلم | بهترین جلوه‌های ویژه |
| - فارست گامپ – آرتور اشمیت - حلقه رؤیاها – Frederick Marx, استیو جیمز (تهیه‌کننده) و Bill Haugse - سرعت – جان رایت - رستگاری در شاوشنک – ریچارد فرانسیس-بروس - داستان عامه‌پسند – سالی منکه | - فارست گامپ – Ken Ralston, George Murphy, Stephen Rosenbaum و Allen Hall - دروغ‌های حقیقی – John Bruno, Thomas L. Fisher, Jacques Stroweis و Patrick McClung - ماسک – Scott Squires, Steve Spaz Williams, Tom Bertino و Jon Farhat |